# Ricardo Adolfo de la Guardia Arango
Ricardo Adolfo de la Guardia Arango (14 de março de 1899 - 29 de dezembro de 1969) foi o 11º presidente do Panamá de 9 de outubro de 1941 a 15 de junho de 1945, durante a Segunda Guerra Mundial. Também serviu como governador da Província do Panamá de 1936 a 1938. Seu governo foi o primeiro latino-americano a declarar guerra às potências do Eixo após o ataque a Pearl Harbor, e ele permitiu que os Estados Unidos alugassem bases militares em todo o país..